# 挪威皇家海軍

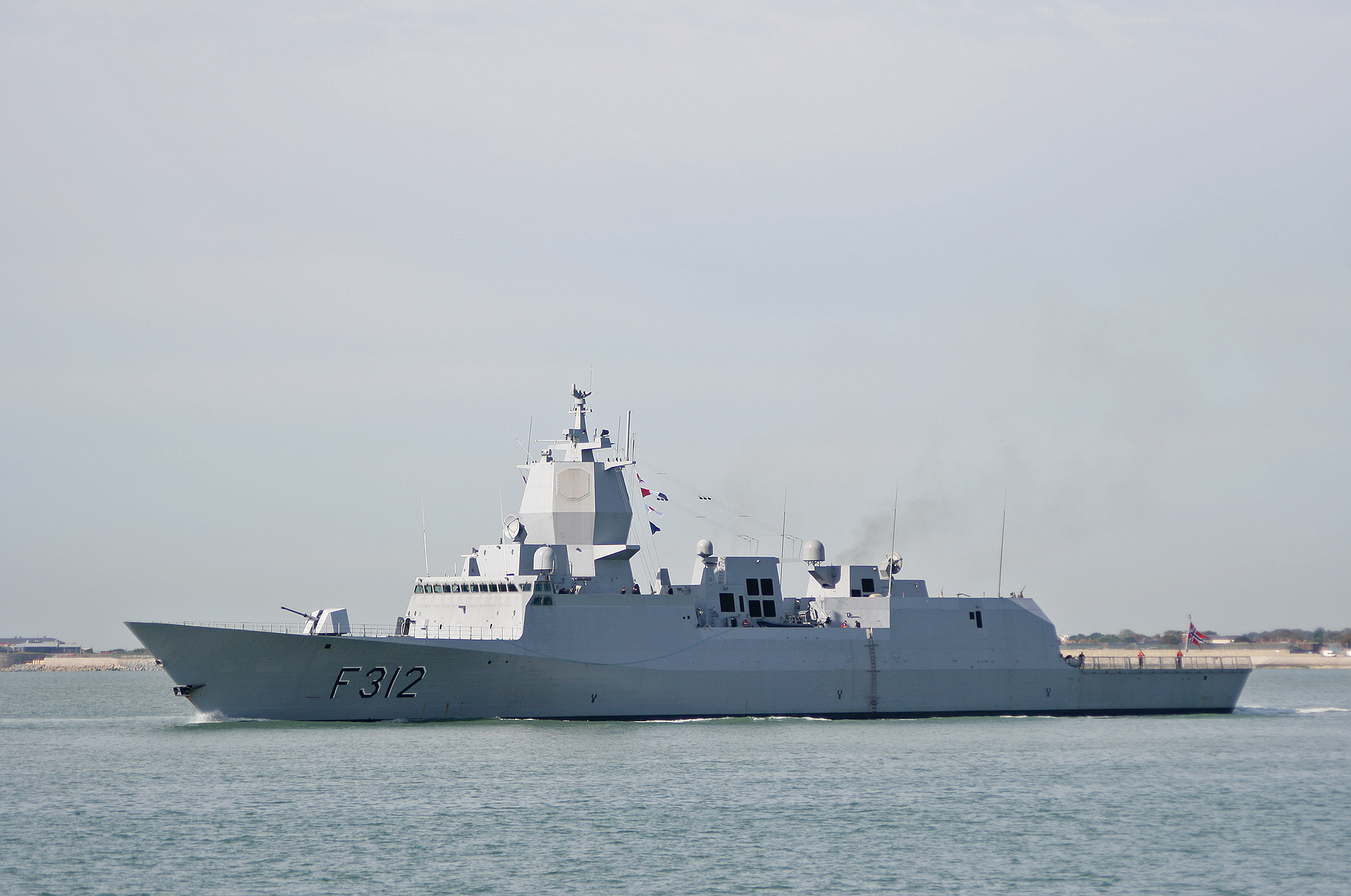
挪威南森級巡防艦

挪威皇家海軍（RNoN）是負責挪威海上國防業務。由於挪威全國僅有3%的可耕地以及27%的林地，而其他低區都是無法利用的凍原和荒地，故使挪威特別重視海洋。兵力約3,700人，有70多艘各型艦艇，其中包括5艘巡防艦、6艘潛艦、6艘護衛艦、14艘巡邏艇、4艘掃雷艦、4艘獵雷艦、1艘水雷探測船、4艘支援艦和2艘訓練船。其中還包括海岸警衛隊（約800名人員及21艘各型船艦）。

## 任務
除了與北約盟國保持軍事合作關係，彼此分擔海上防務之外，挪威海軍還有以下主要功能：
- 保持國家完整，其中包含和平時期的需求，並維護國家的主權獨立和司法管轄權。
- 建立對抗海上攻擊的反入侵艦艇。
- 保持包含保護沿岸海運聯絡線在內的持續戰力。

### 編制
編制上有：
- 2個軍區司令部
- 7個軍分區、下轄：
  - 2個特遣艦隊
  - 1個護衛艦戰隊
  - 2個潛艇戰隊、
  - 5個導彈快艇戰隊
  - 1個掃、佈雷艇戰隊。

## 主要裝備

### 潜艇

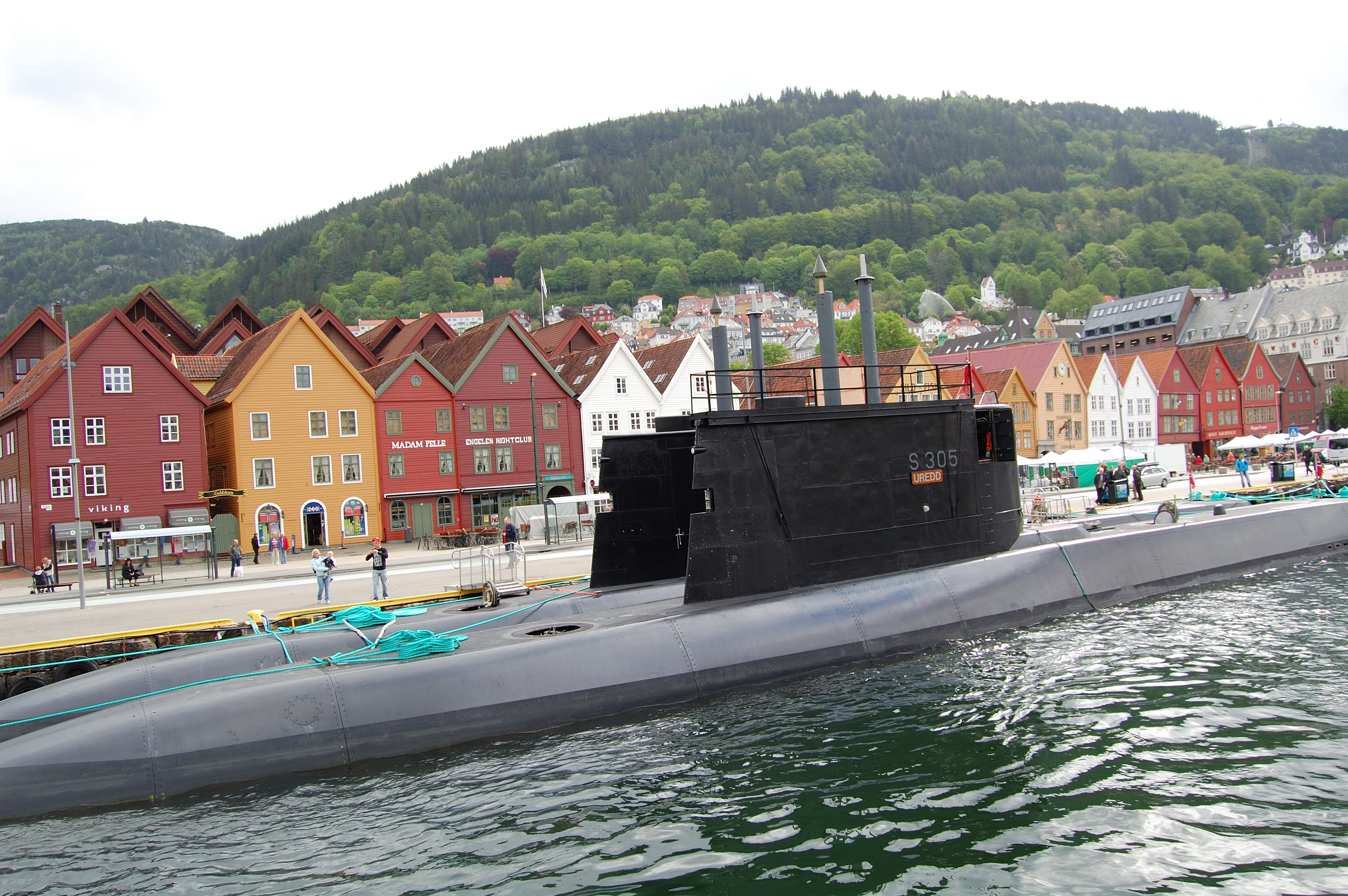
烏拉級潛艇
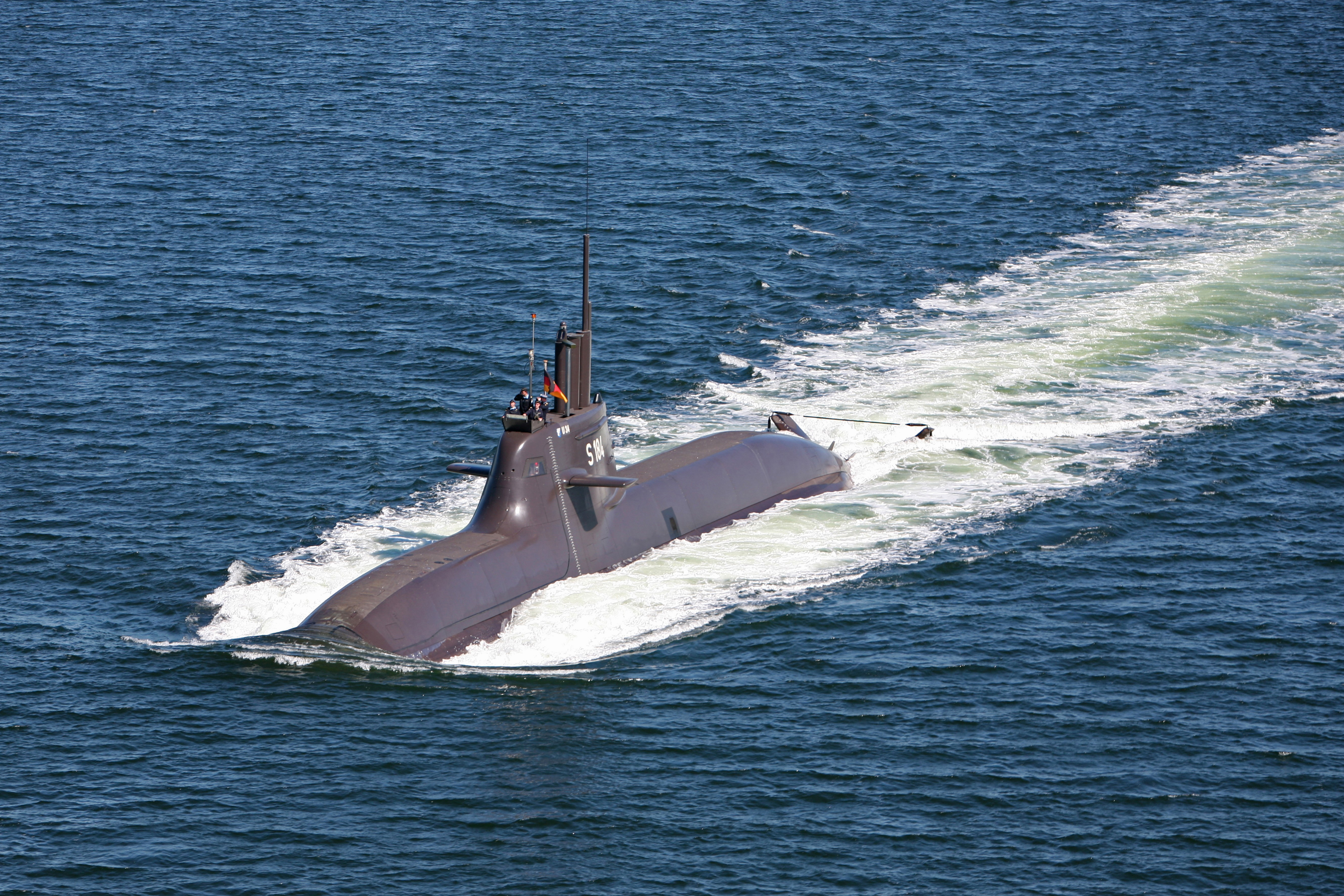
212A级潜艇

攻击型潜艇（6艘）
- 烏拉級潛艇 6艘
- 212A级潜艇 4艘计划建造中

### 水面舰艇

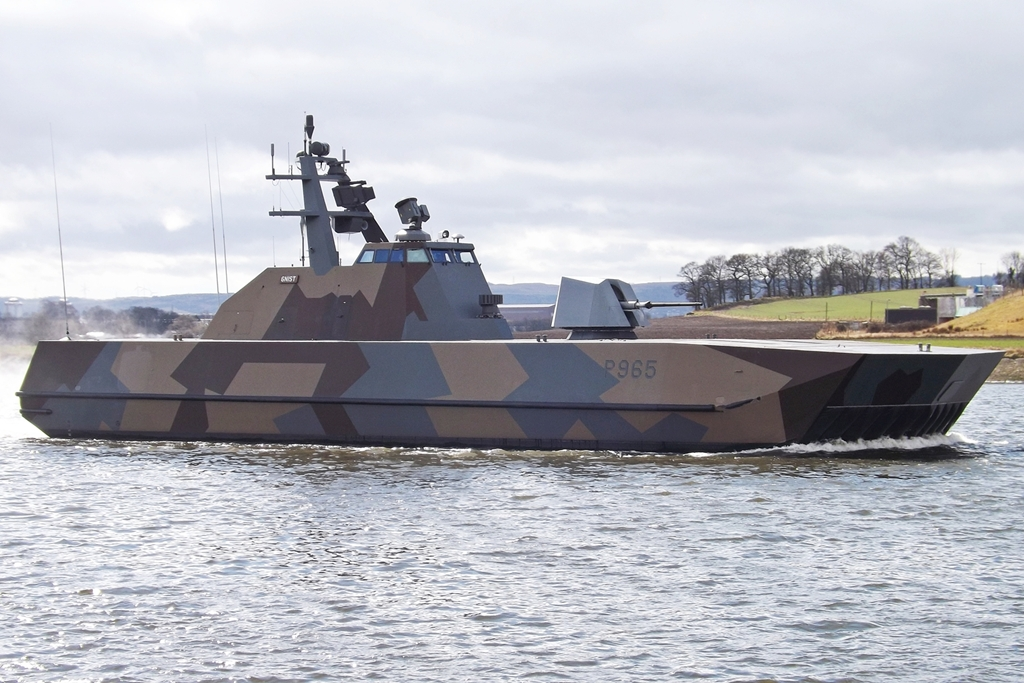
盾牌級飛彈快艇

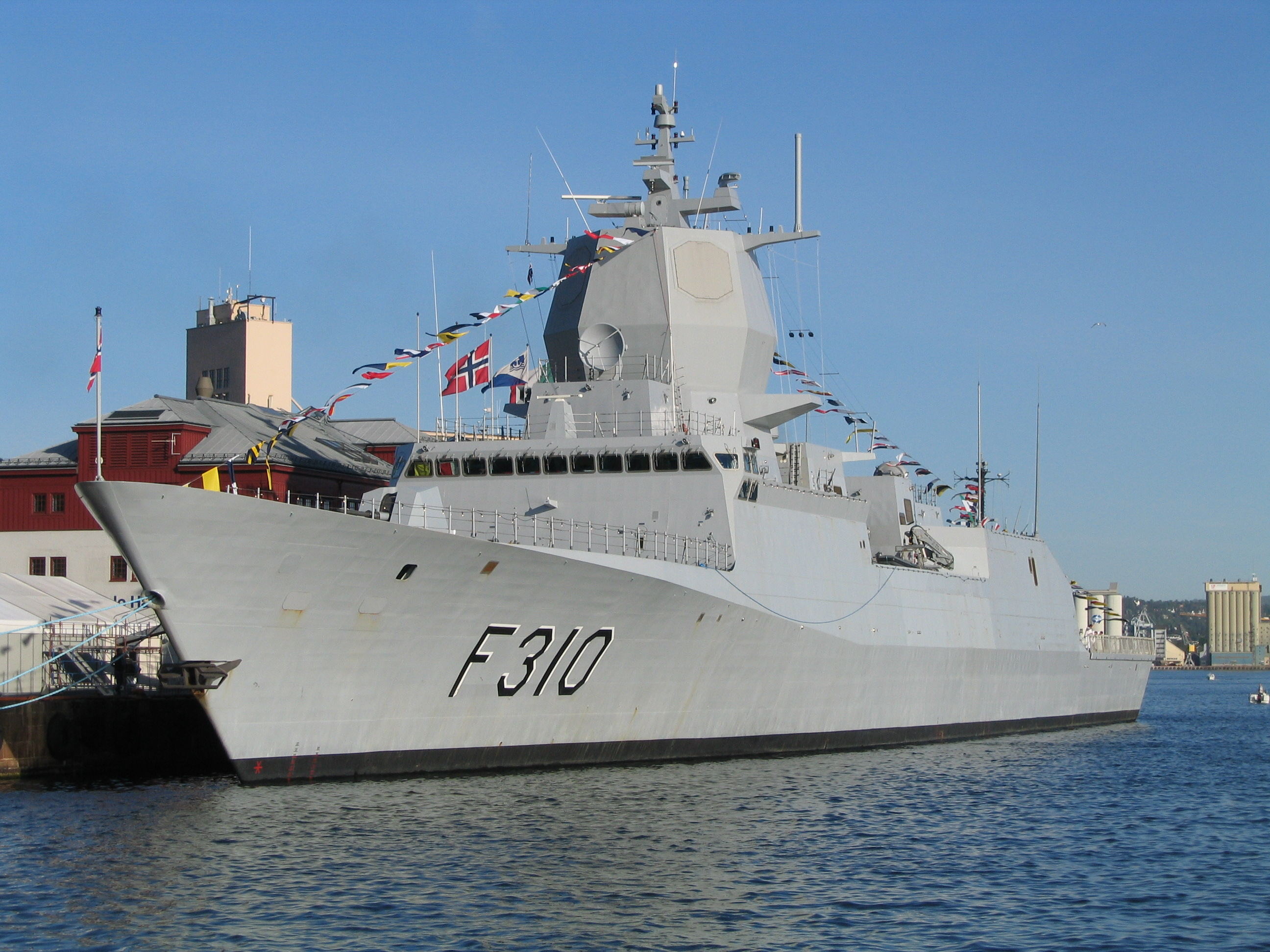
南森級巡防艦

巡防舰（4艘）
- 南森級巡防艦 4艘

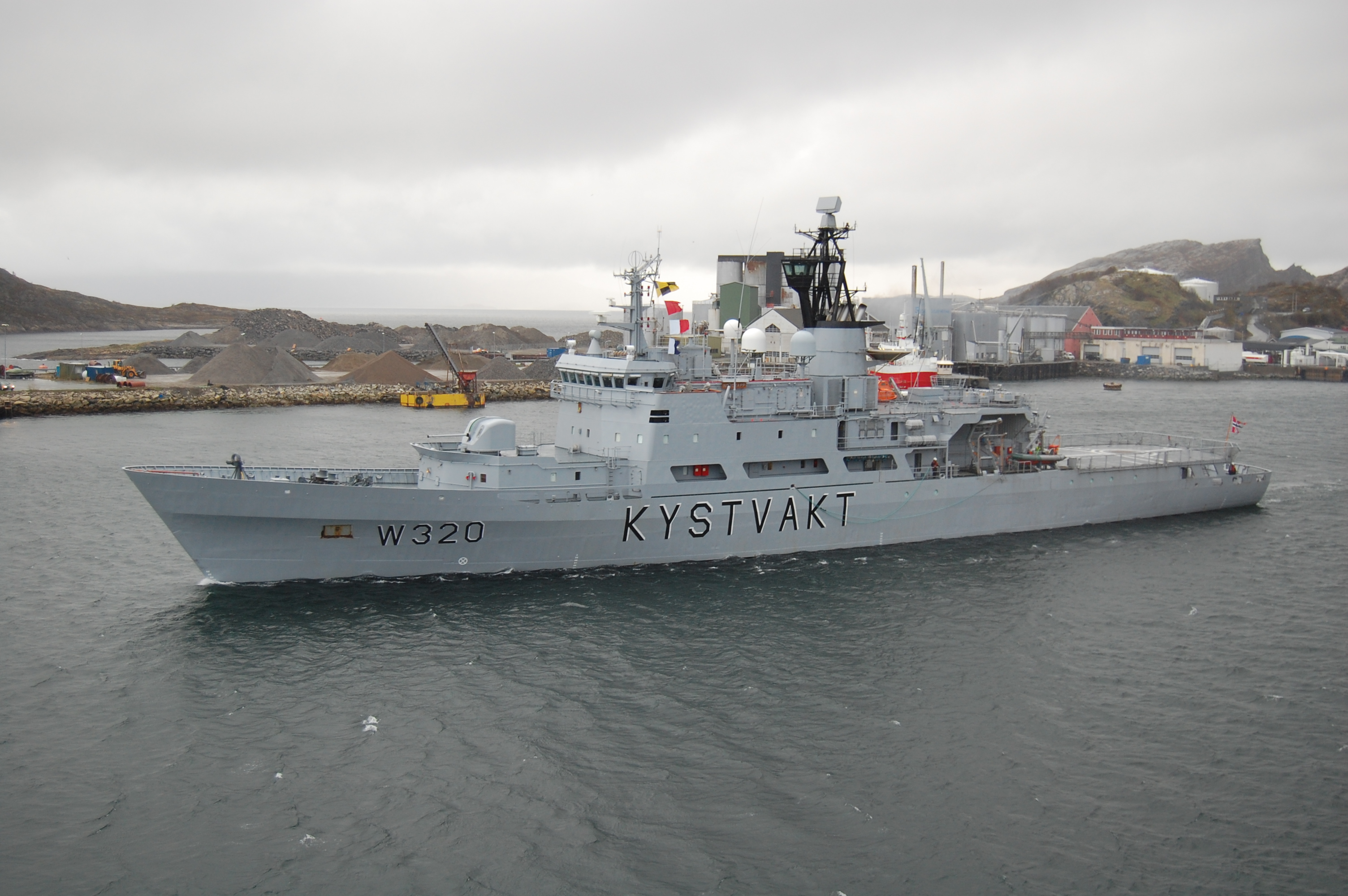
诺德卡普级近海巡逻舰
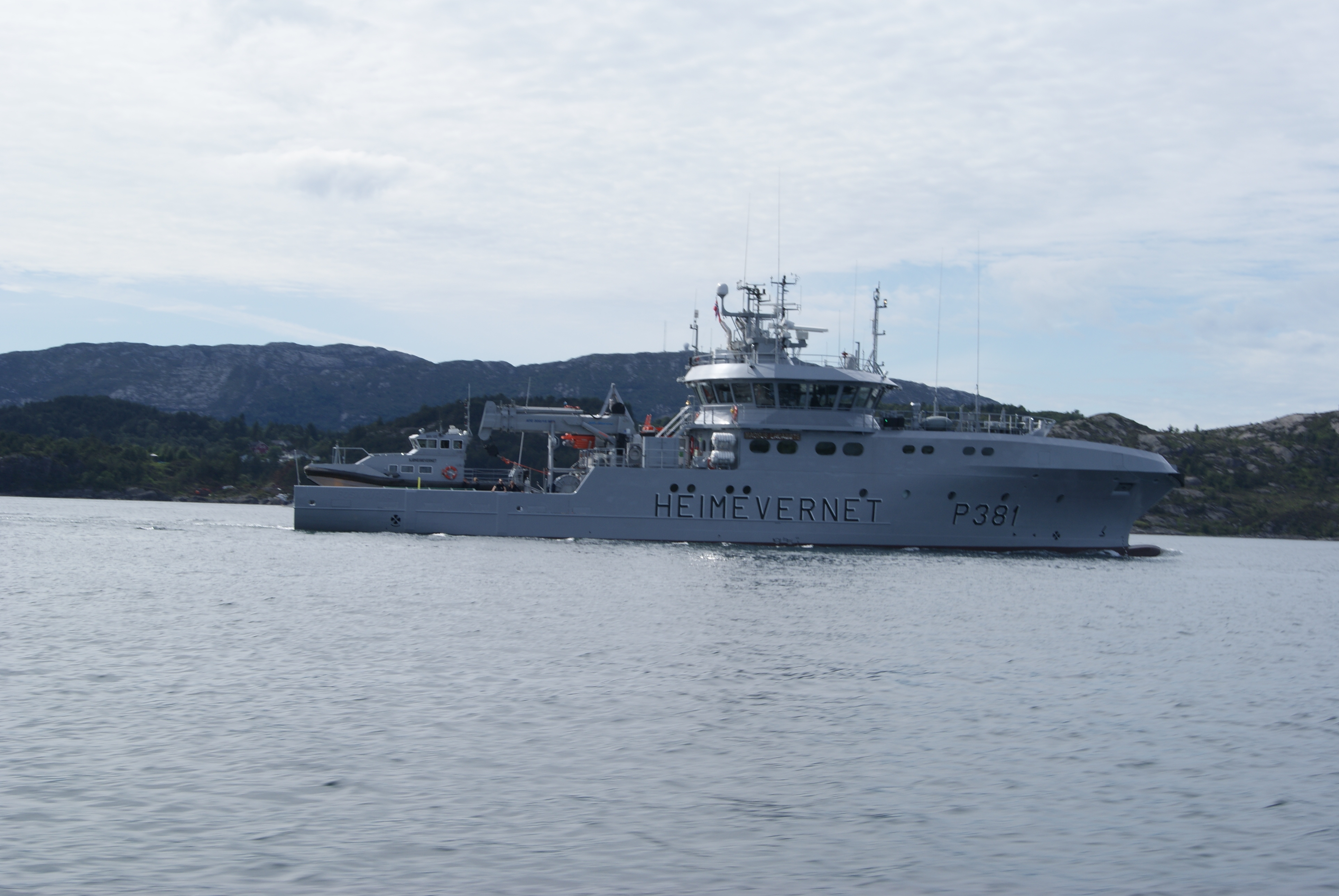
雷恩级巡逻舰

巡逻舰（3艘）
- 诺德卡普级近海巡逻舰（英语：Nordkapp-class offshore patrol vessel） 1艘
- 雷恩级巡逻舰（英语：Reine-class patrol vessel） 2艘

- 盾牌級飛彈快艇

导弹快艇（6艘）
- 盾牌級飛彈快艇 6艘

### 辅助舰艇

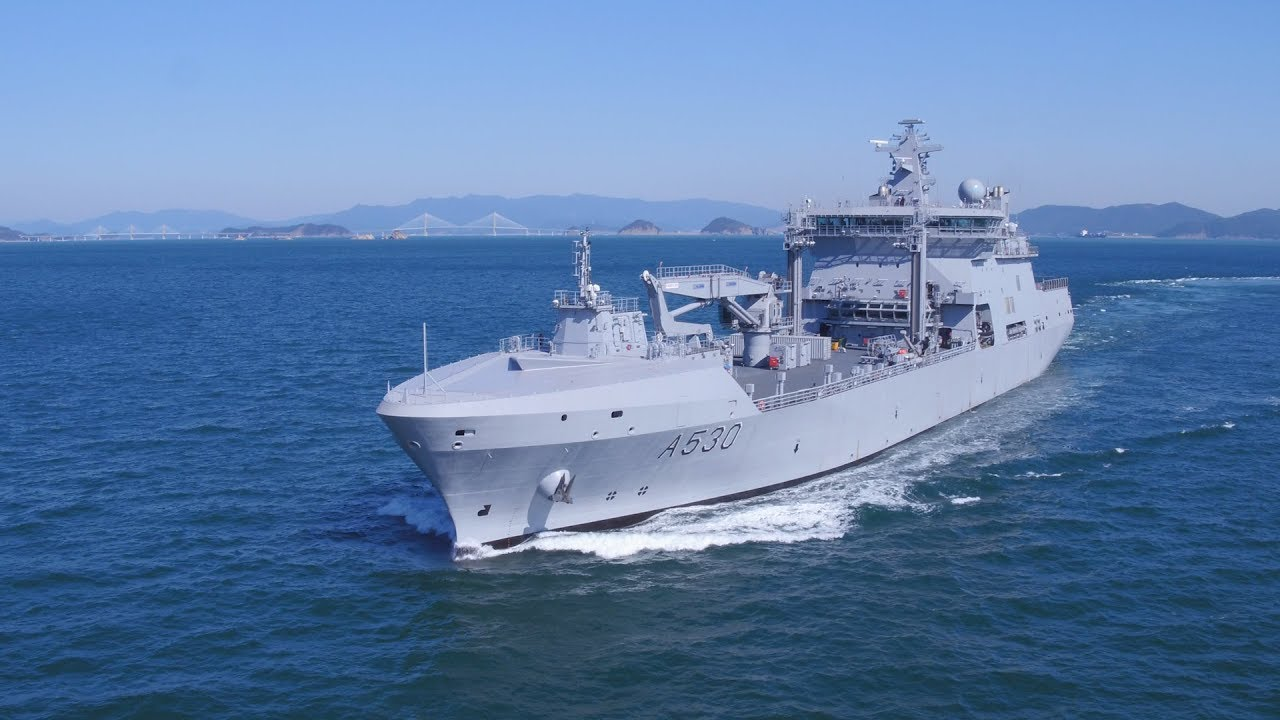
莫德号综合补给舰

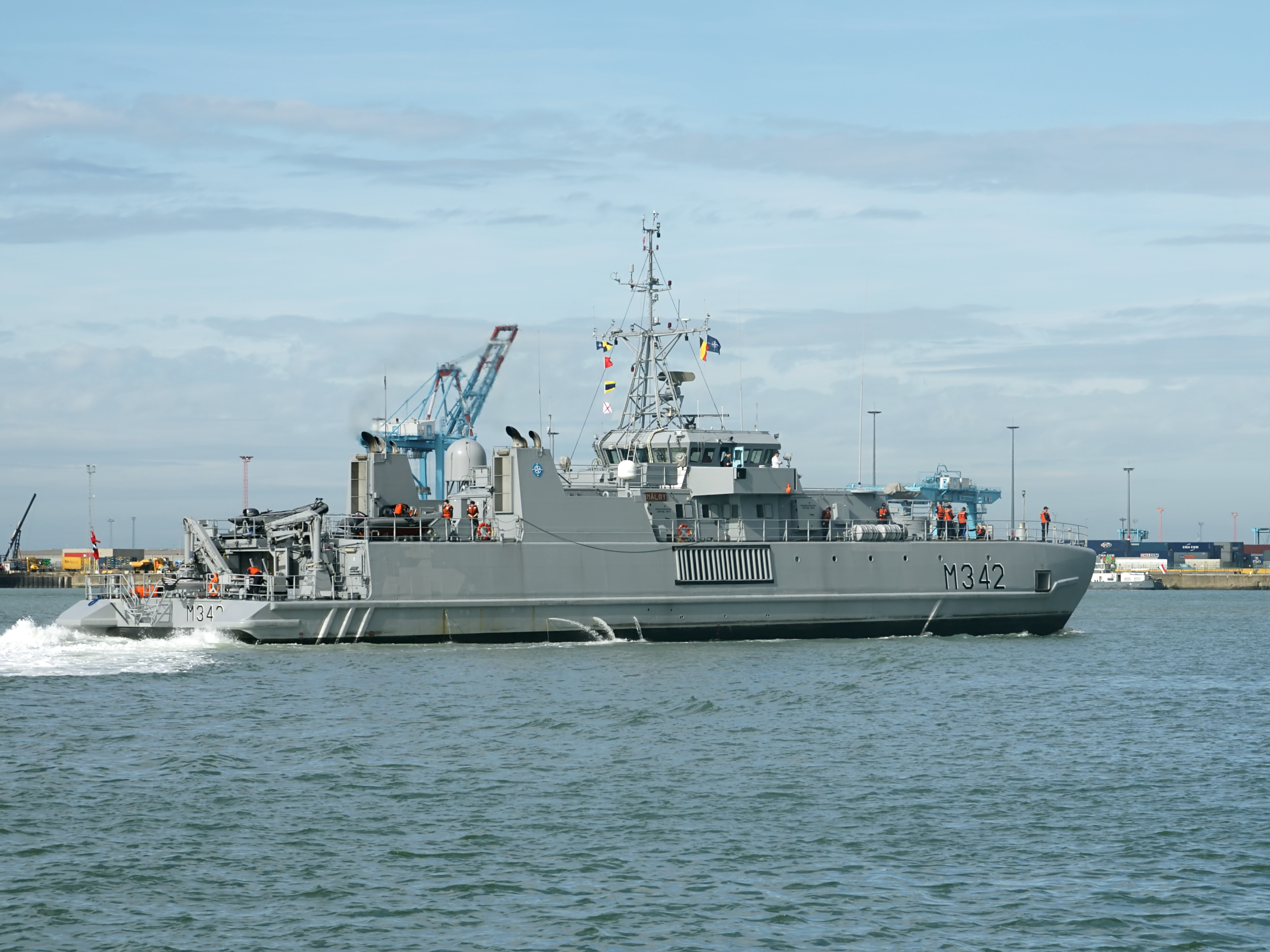
奧格索級獵雷艇
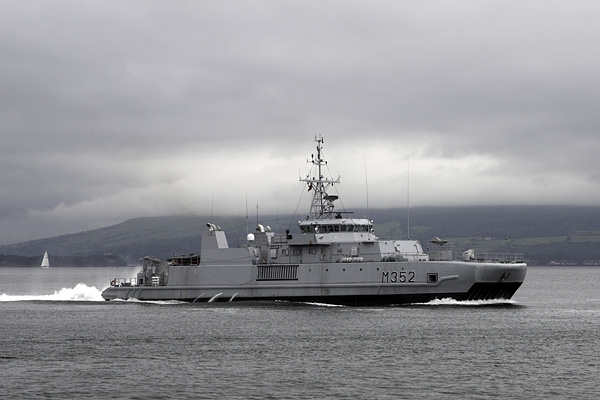
阿爾塔級則掃雷艇

扫雷舰（4艘）
- 奧格索級獵雷艇（英语：Oksøy class mine hunter） 2艘
- 阿爾塔級則掃雷艇（英语：Alta-class minesweeper） 2艘

- 莫德号综合补给舰

补给舰（1艘）
- 莫德号综合补给舰（英语：HNoMS Maud） 1艘

## 資料來源
1. ↑  Norwegian Armed Force. . Forsvaret.no. 5 August 2015  [16 February 2016]. （原始内容存档于2021-01-30）. （英文）
2. ↑  全球防衛雜誌第113期，P60
3. ↑  Steve James. . World Socialist Web Site.   [4 October 2001]. （原始内容存档于2012-10-28）.
4. ↑  全球防衛雜誌第113期，P61